# Madhyamakāvatāra
Madhyamakāvatāra (Wylie: dbu ma la 'jug pa) är en text av Candrakīrti (600–c. 650) om den buddhistiska filosofiska skolan Mādhyamaka. Den är en kommentar, eller tolkning, av innebörden av Nagarjunas Mūlamadhyamakakārikā och Sutran i tio stadier.    Bland de verk som ingår i den tibetanska buddhistiska skriftkanonen klassificeras detta som ett kommentarsverk.

## Texten
Madhyamakāvatāra relaterar Mādhyamaka-läran om śūnyatā till en bodhisattvas "andliga disciplin" eller träning (sanskrit: sādhanā ). Madhyamakāvatāra består av elva kapitel, där var och en tar upp en av de tio pāramiterna eller "perfektionerna" som en bodhisattva fulländar när de genomgår de "tio stadierna" (sanskrit: bhūmi) till buddhaskap. Det sista kapitlet avhandlar buddhaskapet.  

## Kommentarslitteratur
- Jamgon Ju Mipham Gyatso (1846–1912) skrev en kommentar till Madhyamakāvatāra med titeln: dbu ma la 'jug pa'i 'grel pa zla ba'i zhal lung dri me shel phreng. Duckworth (2008: sid. 232) översätter titeln till engelska som: Immaculate Crystal Rosary [6] och  Padmakara Translations har utgett en översättning där texten ges titeln The Word of Chandra: The Necklace of Spotless Crystal. [7] Texten är inte översatt till svenska, men titeln skulle kunna översättas till En kommentar till Madhyamakāvatāra: Chandras ord—Ett radband av fläckfri kristall.

- Khenpo Shenga, dbu ma la 'jug pa'i 'grel mchan legs par bshad pa zla ba'i 'od zer, En klargörande annoteringskommentar till Madhyamakāvatāra — Månens sken
- Khenpo Ngawang Palzang, dbu ma 'jug pa'i 'bru 'grel blo gsal dga' ba'i me long
- Jeffrey Hopkins (1980). Compassion in Tibetan Buddhism . Ithaca: Snöljon. (De första fem kapitlen baseras på Tsongkhapas kommentar)
- Rendawa Shonnu Lodro (1997). Commentary on the Entry into the Middle, Lamp which Elucidates Reality, translated by Stotter-Tillman & Acharya Tashi Tsering, Sarnath, Varanasi.

## Engelska översättningar
- Geshe Rabten (översättare, kommentator) Stephen Batchelor (översättare, redaktör) (1983). Echoes of Voidness, London : Wisdom Publications
- Huntington, CW (1989). The Emptiness of Emptiness.  University of Hawaii Press
- Geshe Kelsang Gyatso . Ocean of Nectar: Wisdom and Compassion in Mahayana Buddhism . London: Tharpa Publications, 1995.
- Padmakara Translation Group (2002). Introduction to the Middle Way (Candrakirti's Madhyamakāvatāra with Mipham Rinpoche's Commentary). Shambhala
- Introduction to the Middle Way: Chandrakirti's Madhyamakavatara with commentary av Dzongsar Jamyang Khyentse Rinpoche, redigerad ac Alex Trisoglio, Khyentse Foundation, 2003
- Fragment av en översättning av Madhyamakavatara och dess autokommentar av Chandrakirti med ytterligare muntliga kommentarer av Khenpo Namdrol Rinpoche på Lotsawahouse.